# Gutsbezirk
Een Gutsbezirk (in Oostenrijk: Gutsgebiet) was een feodaal administratieve eenheid in het Koninkrijk Pruisen, het Koninkrijk Saksen en Oostenrijk, die vergelijkbaar was met een plattelandsgemeente (Landgemeinde). Het had geen lokaal bestuur, maar werd beheerd door de landeigenaar. Alle openbare rechten en plichten in een Gutsbezirk werden dus onderhouden door de eigenaar van het gebied, meestal een lid van de lagere landadel (in Pruisen waren dit de zogenaamde 'Junker') of van de hogere adel een graaf of hertog. Van 1928 tot 1930 werden vrijwel alle Gutsbezirke geëlimineerd als administratieve eenheden en werden vervangen door gemeenten met een gemeentelijke overheid dan wel ingedeeld bij naburige gemeenten. In Duitsland zijn er nog enkele gemeentevrije gebieden die vrijwel altijd een overblijfsel zijn van het vroegere feodale systeem.